# Soto de Rozabales
El Soto de Rozabales (en gallego Souto de Rozavales) es un espacio natural protegido español ubicado en la parroquia de San Martiño de Manzaneda, provincia de Orense, Galicia. Fue declarado monumento natural por la Junta de Galicia mediante el 25 de febrero de 2000.